# Rufipenne de Waller
Onychognathus walleri
Espèce
Statut de conservation UICN

 LC  : Préoccupation mineure
Le Rufipenne de Waller (Onychognathus walleri) est une espèce de passereaux de la famille des Sturnidae.

## Répartition et sous-espèces
Son aire s'étend de manière dissoute à travers les zones montagneuses d'Afrique équatoriale.

## Liste des sous-espèces
Selon la classification de référence du Congrès ornithologique international (14.2, 2024) :
- O. w. (Shelley, 1880) — monts Imatong et Afrique de l'Est équatoriale
- O. w. elgonensis (Sharpe, 1891) — forêts d'altitude du rift Albertin
- O. w. preussi Reichenow, 1892 — Grassland (Cameroun) et Bioko

## Systématique
Le nom valide complet (avec auteur) de ce taxon est Onychognathus walleri (Shelley, 1880).
Ce taxon porte en français les noms vernaculaires ou normalisés suivants : Rufipenne de Waller, Étourneau de montagne à bec court,.